# 마쓰다이라 다다카게
마쓰다이라 다다카게(일본어: 松平忠景, ? ~ 1485년 8월 24일)는 무로마치 시대 중기부터 센고쿠 시대 무사이다. 마쓰다이라 노부미쓰의 7남으로 태어났으며, 통칭에는 야사부로(弥三郎), 오이노스케(大炊助), 겐포(元芳) 등이 있다. 자식에는 모토무네, 다다사다, 미야시게 주자에몬(宮重十左衛門)의 처가 있다.
미카와국 호이 군 고이(五井, 현 아이치현 가마고리시 고이 정町)로 이주해, 고이 마쓰다이라 가를 칭하여 시조가 된다. 1485년(분메이 17년) 죽었다. 장지는 아이치 현 가마고리 시 고이의 죠센지(長泉寺)이다.
| 전임 (마쓰다이라 노부미쓰) | 제1대 고이 마쓰다이라 가 당주 | 후임 마쓰다이라 모토무네 |